# Фриделіт
Фриделіт (англ. friedelite; нім. Friedelit m) — мінерал, водний силікат манґану та заліза шаруватої будови.
Названий Бертраном на честь французького хіміка і мінералога Ш. Фріделя (Ch. Friedel), C.R.Bertrand, 1876.

## Опис
Хімічна формула:
- 1. За Є. К. Лазаренком та К.Фреєм: (Mn, Fe)8Si6O15(OH, Cl)10. Fe2+ заміщається Mn; Mn може заміщатися Са, Zn, a Si — As.
- 2. За «Fleischer's Glossary» (2004): Mn8Si6O15(OH, Cl)10.

Містить (%): MnO — 45-50; FeO — 0-12; SiO2 — 31-34; Cl — 2-3; H2O — 9-10.
Сингонія тригональна. Дитригонально-скаленоедричний вид. Форми виділення: таблитчасті кристали та суцільні маси. Спайність від середньої до досконалої по (0001). Густина 3,07-3,17. Тв. 4,0-5,5. Колір рожево-червоний, медовий до коричневого. Блиск скляний. Під дією HCl перетворюється у гель. Зустрічається в метаморфізованих рудах манґану.

## Поширення
Знайдений у манґанових скарнах на родовищі Франклін (Нью-Джерзі, США), де часто асоціює з шалеритом, бементитом, лейкофеніцитом і вілемітом. Інші знахідки: Вермаланд (Швеція), Адервіль (Французькі Піренеї), Франклін (шт. Нью-Джерсі) та копальня Юріка (шт. Колорадо), США, Кюрасава (Тотіга, Японія), Джумарт (Казахстан). Рідкісний.

## Різновиди
Розрізняють:
- фриделіт залізистий, ферофриделіт (різновид фриделіту, який містить 12,20 % FeO. Зустрічається на Атасуйському родов. в Центр. Казахстані),
- ферошалерит, ферошелерит (різновид фриделіту, який містить As).